# Adoxomyia grisea
Adoxomyia grisea är en tvåvingeart som beskrevs av Seguy 1931. Adoxomyia grisea ingår i släktet Adoxomyia och familjen vapenflugor.
Artens utbredningsområde är Moçambique. Inga underarter finns listade i Catalogue of Life.